# Comuna Lăzarea, Harghita
Lăzarea (în maghiară: Szárhegy) este o comună în județul Harghita, Transilvania, România, formată din satele Ghiduț și Lăzarea (reședința).

## Demografie
Componența etnică a comunei Lăzarea
     Maghiari (90,4%)
     Romi (1,87%)
     Români (1,69%)
     Alte etnii (0,12%)
     Necunoscută (5,92%)
Componența confesională a comunei Lăzarea
     Romano-catolici (88,26%)
     Ortodocși (1,51%)
     Reformați (1,21%)
     Alte religii (2,38%)
     Necunoscută (6,64%)
Conform recensământului efectuat în 2021, populația comunei Lăzarea se ridică la 3.313 locuitori, în scădere față de recensământul anterior din 2011, când fuseseră înregistrați 3.424 de locuitori. Majoritatea locuitorilor sunt maghiari (90,4%), cu minorități de romi (1,87%) și români (1,69%), iar pentru 5,92% nu se cunoaște apartenența etnică. Din punct de vedere confesional, majoritatea locuitorilor sunt romano-catolici (88,26%), cu minorități de ortodocși (1,51%) și reformați (1,21%), iar pentru 6,64% nu se cunoaște apartenența confesională.

## Politică și administrație
Comuna Lăzarea este administrată de un primar și un consiliu local compus din 13 consilieri. Primarul, Ervin Danguly[*],  politician independent, este în funcție din 2016. Începând cu alegerile locale din 2024, consiliul local are următoarea componență pe partide politice:
|  | Partid                                 | Consilieri | Componența Consiliului | Componența Consiliului | Componența Consiliului | Componența Consiliului | Componența Consiliului | Componența Consiliului | Componența Consiliului |
|  | -------------------------------------- | ---------- | ---------------------- | ---------------------- | ---------------------- | ---------------------- | ---------------------- | ---------------------- | ---------------------- |
|  | Uniunea Democrată Maghiară din România | 7          |                        |                        |                        |                        |                        |                        |                        |
|  | Alianța Maghiară din Transilvania      | 6          |                        |                        |                        |                        |                        |                        |                        |

## Monumente istorice
- Castelul Lázár
- Biserica romano-catolică
- Mănăstirea Franciscană